# 鼠色
鼠色（ねずみいろ）とは、グレー（灰色）系統全般を指す語。または、やや青色寄りのグレー。ネズミの体毛の色に基づく呼び方であるが、前に修飾語が付くと、しばしばねずと略される（慣用ではネズミと呼称するほうが間違い）。

## 歴史
鼠色という語が登場したのは17世紀前半、江戸時代初期と考えられている。
平安時代には、グレー系統の色の総称は鈍い色を表す鈍色が使用され、墨色すなわち黒の近似色と考えられていた。この鈍色は喪の色として扱われており、縁起の悪い色として日常的に愛好されてはこなかった。
鎌倉時代に入り、禅宗のもたらした枯山水の庭や水墨画などの無彩色の芸術の流行により、「墨に五彩あり」というように、華やかな色から落ち着いた色への嗜好の変化が起こり、無彩色に深みや精神性を見出す傾向が生まれ、室町時代には侘び・寂びの美学が発展した。
江戸時代の初めは、それまでの長い戦乱の痛手が残っていた時期であり、火事や火葬などを連想させる「灰」色を嫌い、鼠色という色名が生まれた。また、江戸幕府によって倹約が奨励され、贅沢が厳しく取り締まられたことで、庶民が憚りなく使える色は、茶色系、鼠色系、藍色系などの比較的地味な色が主であった。江戸の町人は、着物の表地には地味な色を、裏地の布には派手な色を使うという具合に、地味な色合いが華やかな色合いを引き立てる効果などを狙い、さまざまな工夫を凝らすようになる。この時期は紅鳶色のように華やかさのある茶色系が人気であったが、徐々に地味な色に品位が見出されていく。
江戸中期頃から、色の流行は茶色から鼠色へ移っていった。

## 種類
白と黒の中間にあたる無彩色一般の総称であるが、灰色と厳密に区別する際には、やや青色がかった色を言う。
- 色の濃い順に、「消炭鼠」（けしずみねず/チャコールグレー）「丼鼠」（どぶねず/スレートグレー）「濃鼠」（こねず/ダークグレー）「素鼠」（すねず/グレー）「銀鼠」（ぎんねず/シルバーグレー）「白鼠」（しらねず/ペールグレー）となる。銀鼠のやや白っぽいものを「小町鼠」とも
- 赤系統の色が混じったものには、「小豆鼠」「臙脂鼠」「猩々鼠」「紅鼠」「梅鼠」「薄梅鼠」「牡丹鼠」「葡萄鼠」「紅消鼠」「暁鼠」「日の出鼠」「鴇鼠」「桜鼠」など
- 黄色系統の色が混じったものには、「山吹鼠」「黄鼠」「玉子鼠」「島松鼠」「壁鼠」「生壁鼠」など
- 緑系統の色が混じったものには、「利休鼠」「柳鼠」「松葉鼠」「呉竹鼠」「浮草鼠」など
- 青系統の色が混じったものには、「藍鼠」「藍気鼠」「相生鼠」「納戸鼠」「深川鼠」「淀鼠」「浪花鼠」「鴨川鼠」「軍勝鼠」「水色鼠」「空色鼠」「湊鼠」など
- 紫系統の色が混じったものに、「紫鼠」「源氏鼠」「貴族鼠」「藤鼠」「桔梗鼠」「鳩羽鼠」など
- 茶色系統の色が混じったものに、「茶鼠」「茶気鼠」「遠州鼠」など

## 参考
- 福田邦夫『すぐわかる　日本の伝統色』東京美術 ISBN 4-8087-0784-5
- 吉岡幸雄『日本の色辞典』紫紅社 ISBN 4-87940-549-3
- 長崎盛輝『かさねの色目　平安の配彩美』青幻社ISBN 4-916094-54-9